# Dicranoptycha megaphallus
Dicranoptycha megaphallus är en tvåvingeart som beskrevs av Alexander 1926. Dicranoptycha megaphallus ingår i släktet Dicranoptycha och familjen småharkrankar. Inga underarter finns listade i Catalogue of Life.